# Gunda Schihan
Gunda Schihan (* 18. Mai 1921 in Ried im Innkreis; † 31. Mai 2006 in Braunau am Inn) war eine österreichische Keramikerin.

## Leben und Wirken
Sie absolvierte ab 1937 beim Bildhauer und Keramiker Hans Eska eine Töpferlehre und studierte anschließend an der Universität für angewandte Kunst Wien, wo sie als Diplomkeramikerin abschloss.
Kurz nach Ende des Krieges eröffnete sie als freischaffende Künstlerin ihre erste Werkstatt in Mauerkirchen. Sie erhielt öffentliche Aufträge wie ein Landeswappen für die Bezirkshauptmannschaft Braunau, keramische Kunstwerke in der Evangelischen Kirche in Mauerkirchen und im Hallenbad in Ried im Innkreis. Im Verlauf der Jahre stellte sie ihre Werke international aus, z. B. in Zürich (Kunsthandwerk aus Österreich, 1958), Mailand, Brüssel, Chicago, Toronto, Montreal, Johannesburg und weiteren Städten. Bei der Internationalen Keramikausstellung in Prag erhielt sie 1962 die Goldmedaille.
Ab 1968 bis zu ihrem Tod lebte und arbeitete sie in Braunau, wo sie eine Gemeinschaftswerkstatt mit ihrer ehemaligen Schülerin Monika Prachthäuser betrieb. Kurz nach ihrem 85. Geburtstag starb sie. Sie war Mitglied der Innviertler Künstlergilde, der Berufsvereinigung der bildenden Künstler Oberösterreichs und Trägerin der Verdienstmedaille der Stadt Braunau.